# لامين نداو
محمد لامين نداو المعروف مواليد 9 فبراير 1993 في كوت ديفوار، هو لاعب كرة قدم إفواري يلعب في نادي أبها السعودي.

## روابط خارجية
- لامين نداو على موقع قاعدة بيانات كرة القدم.إي يو (الإنجليزية)
- لامين نداو على موقع Soccerway.com (الإنجليزية)